# Jórunn Viggósdóttir
Jórunn Viggósdóttir (* 31. Dezember 1957) ist eine ehemalige isländische Skirennläuferin.

## Karriere
Jórunn Viggósdóttir belegte bei den Olympischen Winterspielen 1976 den 35. Platz im Riesenslalomrennen. Im Slalomrennen schied sie vorzeitig aus.